# غوردون مكلينان
غوردون مكلينان (بالإنجليزية: Gordon McLennan)‏ هو سياسي بريطاني (وحمل سابقاً جنسية المملكة المتحدة لبريطانيا العظمى وأيرلندا)، ولد في 12 مايو 1924، وتوفي في 21 مايو 2011. حزبياً، نشط في الحزب الشيوعي في بريطانيا العظمى وCommunist Party of Scotland ‏. وقد انتخب كاتب عام.